# Marché international de Rungis

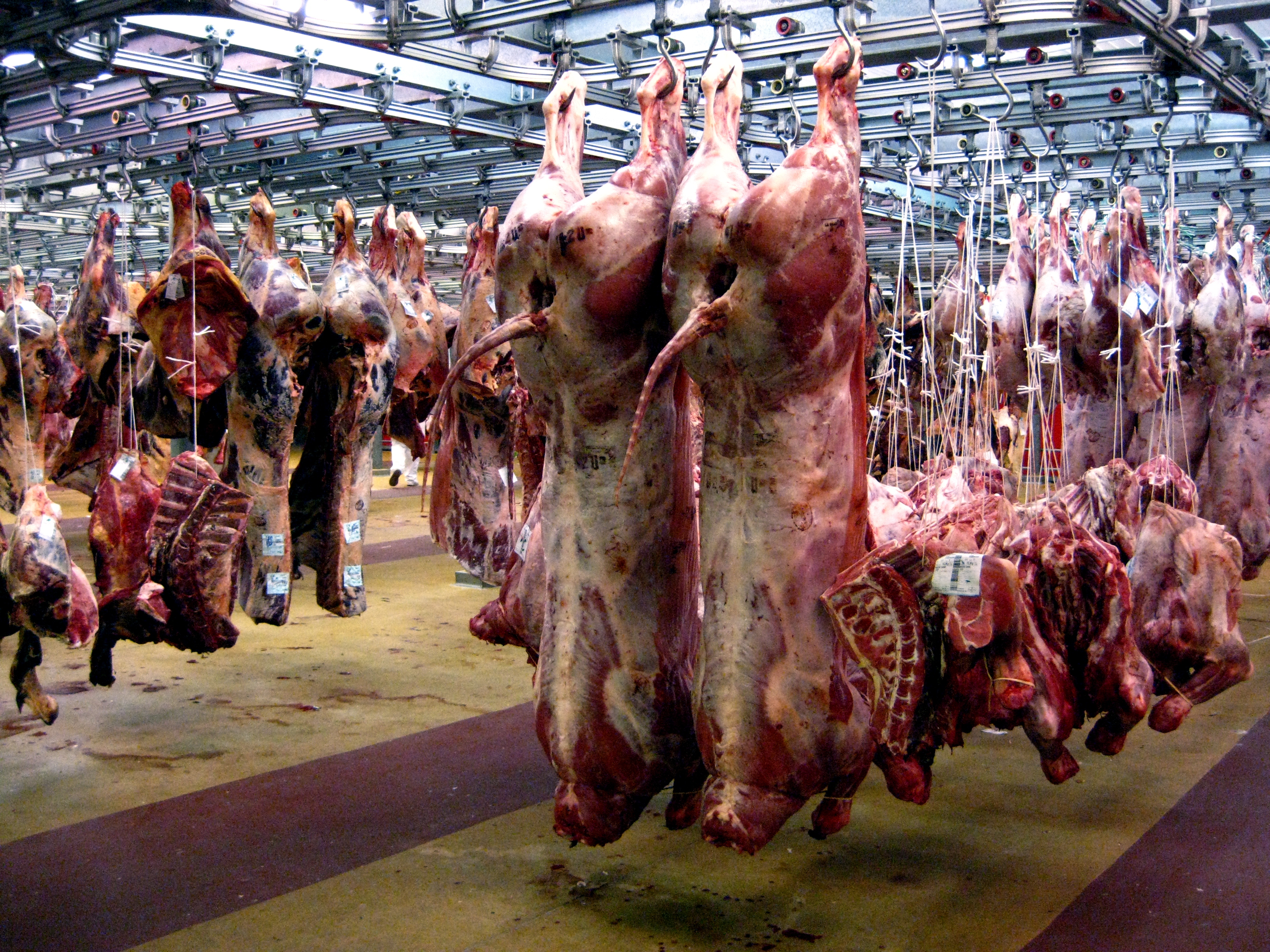
Settore macelleria del mercato di Rungis.

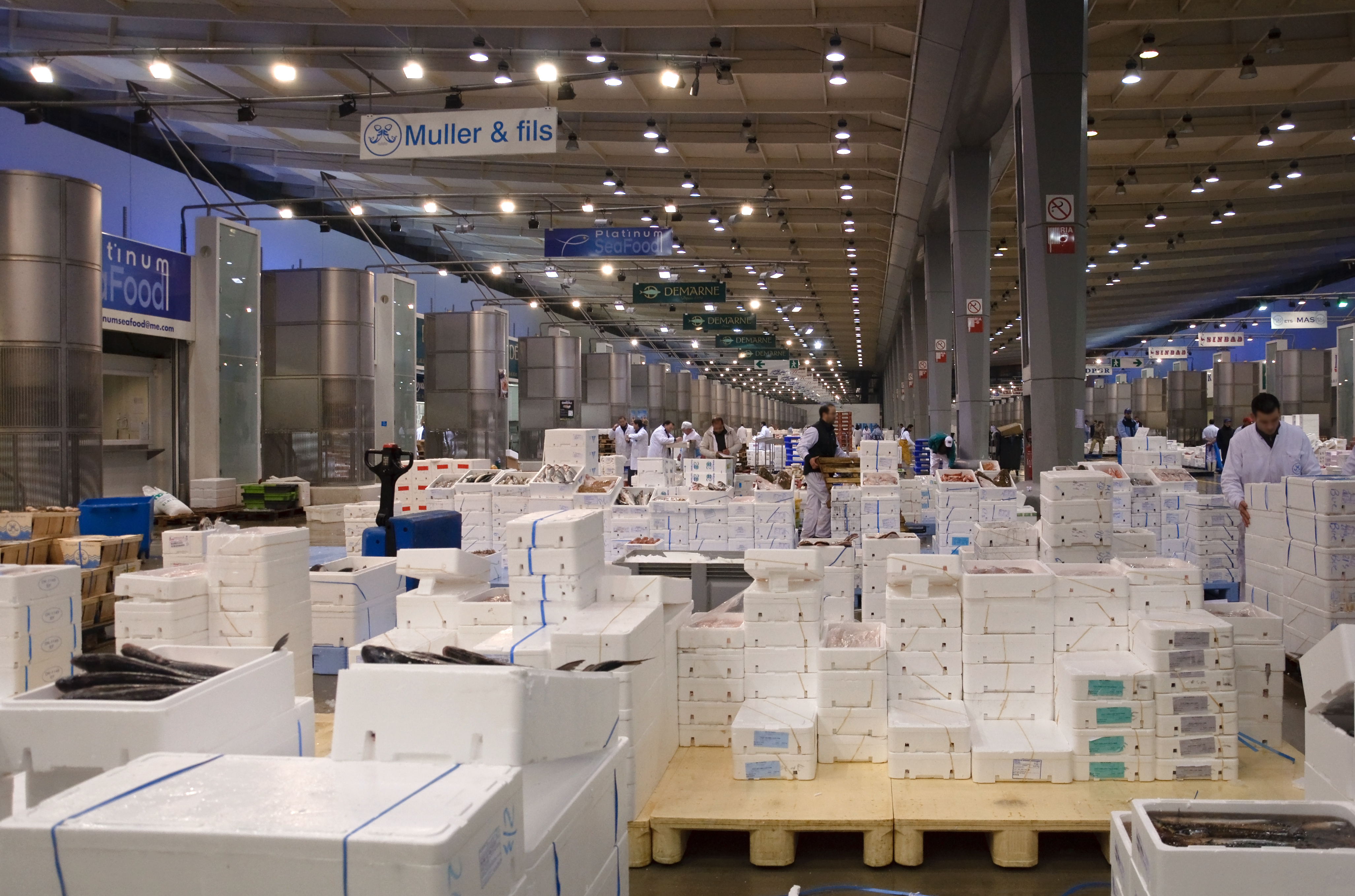
Padiglione pescheria a Rungis

Il Marché international (mercato internazionale) o MIN (Marché d'Intérêt National, mercato d'interesse nazionale) de Rungis è nato dalla volontà di soddisfare la crescente domanda interna e di risolvere i problemi legati all'insufficienza di spazi dell'antico mercato di Les Halles, nel cuore di Parigi, il 3 marzo 1969 il mercato più antico di Parigi si trasferisce nella città di Rungis. Il Mercato internazionale di Rungis è il più grande e più importante mercato agroalimentare di prodotti freschi del mondo.
Situato a soli 8 chilometri a sud della capitale francese, il mercato si estende su una superficie di 232 ettari di cui 72,7 coperti (dei quali 47 ettari di immobili adibiti a uso commerciale). Dal punto di vista dell'approvvigionamento, Rungis viene servito giornalmente da camion, treni e aerei (L'Aeroporto di Orly è situato in prossimità del mercato). Ogni giorno, 6.000 tonnellate di frutta, verdura, carne e pesce provenienti da tutto il mondo transitano per Rungis. Sono oltre 20.000 i commercianti che vi acquistano regolarmente.
Il modello Rungis si esporta nel mondo: Cina, India, Ucraina, Belgio e un ufficio di rappresentanza a Londra. Come il centro d'affari della Defense, Rungis è un altro esempio concreto delle capacità della Francia a ideare e sostenere progetti e opere pubbliche di rilievo internazionale capaci di attirare imprese e investimenti internazionali, creando occupazione e opportunità di crescita.
I numeri del mercato di Rungis nel 2013:
- Volume d'affari: 8,476 miliardi di euro
- Superficie: 232 ettari costruiti
- Numero di imprese: 1.183
- Numero di occupati: 11.774
- Occupazione di spazi affittati: 1 093 330 m² di locali, ossia il 93,31 % del tasso occupazionale
- Arrivi merce nel mercato: 1 478 426 tonnellate di prodotti alimentari
- Frequentazione del mercato: 6 648 110 di ingressi
- Popolazione servita: 18 milioni di consumatori
- Numero di acquirenti: +3875 creazione di tessere d'acquirente, ossia +0,26% rispetto al 2012